# Anaulacomera bituberculata
Anaulacomera bituberculata är en insektsart som beskrevs av Brunner von Wattenwyl 1878. Anaulacomera bituberculata ingår i släktet Anaulacomera och familjen vårtbitare. Inga underarter finns listade i Catalogue of Life.